# Graffenrieda lanceolata
Graffenrieda lanceolata är en tvåhjärtbladig växtart som beskrevs av Henry Allan Gleason. Graffenrieda lanceolata ingår i släktet Graffenrieda och familjen Melastomataceae. Inga underarter finns listade i Catalogue of Life.